# Porto Valtravaglia
Porto Valtravaglia (lombardul: Pòrt Valtravaia) település Olaszországban, Varese megyében. Lakosainak száma 2261 fő (2023. január 1.). Porto Valtravaglia Brissago-Valtravaglia, Casalzuigno, Duno, Oggebbio, Ghiffa, Brezzo di Bedero és Castelveccana községekkel határos.

## Népesség
A település népességének változása:
| Lakosok száma | 2386 | 2347 | 2261 |
|               | 2017 | 2018 | 2023 |